# 半田空襲
半田空襲（はんだくうしゅう）は、太平洋戦争末期の1945年（昭和20年）7月15日と7月24日にアメリカ軍によって行われた、愛知県半田市への大規模な空襲。主に中島飛行機半田製作所を対象とした空襲である。

## 概観
太平洋戦争時の半田市には中島飛行機半田製作所があった。1944年（昭和19年）12月7日の東南海地震では半田市だけで188人の死者が出た上に、1945年（昭和20年）1月13日の三河地震でも半田市だけで12人の死者が出ている。
7月15日には硫黄島から飛来したP-51小型機が半田市に対して初の空襲を行い、7月24日にはB-29大型爆撃機が中島飛行機半田製作所を主目的として大規模な空襲を行った。B-29によって2000発もの250キロ爆弾が半田市に投下され、その後には無数の小型機が機銃掃射を浴びせて死傷者を増大させた。中島飛行機半田製作所は壊滅的な被害を受けたうえ、半田市民のうち少なくとも264人が死亡した。
1958年（昭和33年）6月6日、半田市議会は「原水爆実験禁止、並びに核兵器持込み反対核非武装宣言」を決議した。1993年（平成5年）3月5日、半田市議会は「半田市非核平和都市宣言」を決議した。